# Lambda Bootis
Désignations
Lambda Bootis (λ Boo, λ Bootis), parfois francisé en Lambda du Bouvier, est une étoile de la constellation du Bouvier. Elle est le prototype d'un groupe d'étoiles rares appelées les étoiles de type Lambda Bootis, qui sont toutes des étoiles naines ayant des abondances inhabituellement faibles de métaux dans leur spectre.

## Propriétés
Lambda Bootis est une étoile blanche de la séquence principale (type A) avec une magnitude apparente de +4,18. Elle est à environ ∼ 99 a.l. (∼ 30,4 pc) de la Terre et elle se rapproche du système solaire avec une vitesse radiale héliocentrique de −8 km/s.
Son âge est estimé à 2,8 milliards d'années, à un milliard d'années près. Son diamètre qui a été mesuré directement est de 1,7 fois celui du Soleil. Elle est environ 1,7 fois plus massive et 19 fois plus lumineuse que le Soleil. Sa température de surface est de 8 720 K. C'est une étoile qui tourne rapidement sur elle-même avec une vitesse de rotation projetée de 100 km/s.

## Noms traditionnels
Cette étoile forme, avec Asselus (θ Boo, ι Boo et κ Boo), Al Aulād al Dhiʼbah (ألعولد ألذعب - al aulād al dhiʼb), « les petits des hyènes ».
Al Aulād al Dhiʼbah ou Aulad al Thiba est le nom donné à cette étoile dans le catalogue d'étoiles Technical Memorandum 33-507 - A Reduced Star Catalog Containing 537 Named Stars.
Dans l'astronomie chinoise, Lambda Bootis est appelée (en Pinyin) Xuángē (玄戈), ce qui signifie Sombre Lance. En effet, cette étoile est bien visible et est isolée dans l'astérisme Sombre Lance du palais pourpre interdit (voir : constellations chinoises). Ce nom a été occidentalisé en Heuen Ko, bien que ce dernier fut donné à γ Bootis (Seginus) par R.H. Allen, qu'il traduisit comme « la lance céleste ». Le nom de « Xuange » a été approuvé et officialisé par l'Union astronomique internationale pour désigner l'étoile le 30 juin 2017.